# Église des Saints-Archanges de Nerodimlje
Pour les articles homonymes, voir Église des Saints-Archanges (homonymie).
L'église des Saints-Archanges de Nerodimlje (en serbe cyrillique : Црква светих Арханђела ; en serbe latin : Crkva svetih Arhanđela) est une église orthodoxe serbe située au Kosovo, à Nerodime e Epërme/Gornje Nerodimlje, près de la ville de Ferizaj/Uroševac. Construite au XIVe siècle, elle est inscrite sur la liste des monuments culturels d'importance exceptionnelle de la république de Serbie. L'église a été détruite par des albanais pendant la guerre du Kosovo.

## Présentation
L'église des Saints-Archanges a été construite au XIVe siècle et restaurée en 1700. Elle était constituée d'une nef unique précédée d'un narthex. La façade occidentale était dotée de deux grandes fenêtres rectangulaires ; façades et porche étaient blanchis à la chaux. Sous les fresques du début du XVIIIe siècle se trouvaient des peintures des XIVe et XVe siècles. L'église abritait également des icônes des XVIIe et XVIIIe siècles. À proximité de l'église se dressait un pin noir qui, selon la tradition, avait été planté par l'empereur Dušan.